# 7 (album)
7 is het zesde studioalbum van de Nederlandse multi-instrumentalist Jett Rebel. Het livealbum Tight Like A Baby Tiger (Live At The Paradiso) meegerekend was het zijn zevende muziekalbum in totaal. Het album werd uitgebracht op 28 september 2018.

## Singles
Al voordat het album verscheen werden er singles uitgebracht. De eerste single getiteld Amy werd gelanceerd op 9 maart 2018 samen met een videoclip. Het was de eerste videoclip die door Rebel zelf is gemaakt en geregisseerd. Op de releasedag speelde Rebel met zijn band live in het radioprogramma van Gerard Ekdom zijn single Amy. De dj's van NPO Radio 2 bekroonden direct na dit optreden Amy als TopSong van de week. De single werd zowel in binnenland als buitenlandse pers positief ontvangen. De Belgische muzieksite de "Dansende Beren" schreef: "Jett Rebel zet een catchy popsong neer die het resultaat is van een minimalistische bezetting. Hij laat dat minimalisme echter schitteren, voegt er nog zijn dijk van een stem aan toe en je hebt het recept tot succes.
Op 8 juni 2018 bracht Jett Rebel zijn tweede single Good Boy van het album uit. Twee dagen later volgde de videoclip van Good Boy. NPO Radio 2 benoemde Good Boy tot 5 sterrentrack op 18 juni 2018 en NPO 3FM maakt Good Boy de nieuwe 3FM Megahit op 22 juni 2018. Rebel schreef het nummer in het vliegtuig onderweg naar Italië, vertelde Rebel aan 3FM. Op 13 juli 2018 volgde er twee losse remixen van Good Boy. Die remixen werden verzorgd door Emiel van den Dungen en Ferry Strange. De eerstgenoemde is een neef van Rebel en het gerucht gaat dat de laatstgenoemde een pseudoniem van Rebel zelf is.
De laatste single van het album werd Perfect Lady, deze werd uitgebracht op 7 september 2018. Op deze dag werd ook de albumhoes aan het publiek getoond waarop een naakte Rebel te zien is op een roze satijnen laken. De bijbehorende videoclip kwam uit op 26 september 2018.

## Studio-opname
Het album is opgenomen in de analoge studio van Rebel zelf: Gold Foil Studio, Nunspeet. De titel van het album is gekozen vanwege het feit dat dit Rebel zijn zevende album betreft. Op het album heeft de LinnDrum (LM-2) een prominente rol gespeeld op elk nummer en is het opgenomen op een Studer A80. Alle instrumenten en zang werden verzorgd door Rebel zelf, op de akoestische drums (door Willem van der Krabben) en de aanvullende synthesizerprogrammering bij Diva (Jasper Slijderink) na.

## Afspeellijst
Alle liedjes werden geschreven door Jett Rebel
1. "Amy" - 3:24
2. "(Again) Girl" - 4:28
3. "Can't Let Me Down" - 5:02
4. "Good Boy" - 3:30
5. "Perfect Lady" - 3:19
6. "Diva" - 4:15
7. "Stick Together" - 2:34
8. "Unconditional Love" 3:49
9. "Baby I Need You" - 5:08
10. "Never Gonna Be The Same" - 5:37

Totale duur van het album: 41 minuten

## Productie/artwork
Het album is geschreven, gecomponeerd, gearrangeerd, geproduceerd door Jett Rebel. Het album werd gemixt door Ronald Prent en Jett Rebel met mix-assistent Felix Tournier in Wisseloordstudio's. Audio-engineering door Jett Rebel. De mastering deed Darcy Proper in de Wisseloordstudio's.
Het album is uitgebracht op compact disc en op langspeelplaat. De LP is uitgegeven in 7 verschillende kleuren vinyl.
Het artworkconcept is van Jett Rebel en Kay Nambiar. De coverfoto van Rebel is gemaakt door Kay Nambiar, geassisteerd door Jorin Koers. De inspiratie voor de hoes is ontstaan door het titelloze debuutalbum van Roxy Music vertelde Jett Rebel: "Een van mijn inspiratiebronnen was de hoes van de eerste lp van Roxy Music: een vrouw op een wit kleed. Een lp-hoes van de Amerikaanse band Fotomaker, met een jong meisje, was ook een voorbeeld. Ik wilde een 'hoes-hoes' maken. Een iconisch beeld dat je zelfs herkent als je je ogen dichtknijpt." Het logo van het album is ontworpen door Jorgos Karidas. Het artworkdesign is van Hendry Handsome.
Het album 7 is uitgebracht door Baby Tiger Records, een eigen label van Rebel, divisie van JJ Music V.o.F. Het werd exclusief in licentie gegeven aan Sony Music Entertainment Nederland B.V.

## Receptie
7 werd positief ontvangen door critici. Nieuweplaat gaf 7 een 8,5 en schreef: "Over 7 kunnen we kort zijn: Jett Rebel heeft het voor elkaar. Een rammer van een plaat, waarmee hij zowel terugkeert naar de muziek die hij jaren geleden maakt, als weet te verrassen. Met 7 laat de zanger horen wat hij allemaal in zijn mars heeft, en dat is veel. ‘Het hele totaalpakketje is precies wat het album moest zijn’, zei Tuinstra in een interview met het ANP en een totaalpakketje is het inderdaad geworden".
De redactie van Timpaan Muziek gaf rebel een 8,7 als cijfer en schreef over 7: "Met Amy en (Again) Girl heeft Rebel een prima opening van deze plaat. Funky, opzwepende ritmes en soepele melodieën doen bij vlagen ook denken aan Stevie Wonder ten tijde van Songs in the Key of Life. En voor je het weet heb je een plaat vol verwijzingen naar muzikale helden, maar eentje die niets eigens heeft. Jett Rebel weet die valkuil te omzeilen. Hij maakt een plaat die onmiskenbaar van zijn hand is. De verleiding is groot om Jett Rebel een 7 te geven, maar dat zou de plaat onrecht aandoen. 7 is een heerlijk album van wereldklasse."
Het album stond drie weken in de Nederlandse Album Top 100, buitenlandse noteringen zijn onbekend.